# Insulinresistenz
Insulinresistenz (IR) ist die verringerte zelluläre Antwort, vor allem insulinabhängiger Organe, auf endogenes oder exogenes Insulin
:16–19 und bezeichnet eine Eigenschaft einzelner Individuen. Deren Körperzellen reagieren auf das Hormon Insulin weniger als die Körperzellen gesunder Individuen, vor allem der Muskulatur, der Leber und des Fettgewebes. Das beeinträchtigt die Wirkung sowohl des körpereigenen als auch des von außen zugeführten (gespritzten) Insulins. Insulinresistenz ist Bestandteil des Metabolischen Syndroms und ist ein Marker für eine sich entwickelnde Typ-2-Diabetes-mellitus-Erkrankung.

## Definition
Den Begriff der Insulinresistenz gibt es seit den 1960er Jahren. Man war der Meinung, dass die Bauchspeicheldrüse bis zu 200 Internationale Einheiten (I. E.) Insulin pro Tag ausschütten könne und definierte als „schwere Insulinresistenz“ einen Insulinbedarf von mehr als 200 I. E. über mehrere Tage, um normale Blutzuckerwerte zu erreichen. Obwohl inzwischen klargestellt wurde, dass eine normale physiologische Insulinproduktion zwischen 20 und 40 Einheiten pro Tag beträgt, wird diese alte Definition weiter als sinnvoll erachtet, um damit Patienten mit schweren, ungewöhnlichen Insulinresistenzproblemen abzugrenzen.
Seit 1985 wurde der Begriff allgemeiner gefasst und bezeichnet ein vermindertes Ansprechen der Zellen des menschlichen oder tierischen Körpers auf Insulin.

## Tagesverlauf
Am frühen Vormittag ist die Insulinresistenz am höchsten durch die nächtliche Ausschüttung von Insulinantagonisten (siehe Dawn-Phänomen). Oft gibt es auch am späten Nachmittag einen zweiten, weniger hohen Anstieg der Insulinresistenz.

## Ursachen
Die Insulinresistenz tritt als Phänomen beim Typ-2-Diabetes mellitus und seinen Vorstadien auf, und zwar als Störung des Stoffwechsels im Glukose- und Insulin-Haushalt der Zellen und als deren Folge mit Störungen in der Funktionalität der betroffenen Organ-Gewebe. 
Als Risikofaktoren gelten Übergewicht und Adipositas. Der Konsum von rotem Fleisch und verarbeiteten Fleischprodukten sowie der tägliche Konsum von zuckergesüßten Getränken sind assoziiert mit einem höheren Risiko, an Diabetes zu erkranken.
Die genauen Mechanismen, welche zur Insulinresistenz führen, sind deshalb in intensiver Erforschung, da die Kosten dieser Vorstufe der „Epidemie des 21. Jahrhunderts“ erheblich sind und steigen. 
Die Insulinresistenz betrifft sowohl schlanke als auch übergewichtige Typ-2-Diabetiker, allerdings ist Übergewicht ein wesentlicher Risikofaktor. Die Kombination aus familiärer Disposition (sowohl für Adipositas, für Diabetes mellitus Typ 2 wie auch für die herabgesetzte Insulinempfindlichkeit) und ein Überangebot an Kohlenhydraten aus der Nahrung führt zu einem erhöhten Blutzuckerspiegel und steigert die Fettsäuresynthese von freien Fettsäuren im Blut durch oxidative Decarboxylierung von Pyruvat in der Glykolyse. Dies wiederum steigert verschiedene Gesundheitsrisiken, zum Beispiel Fettstoffwechselstörung (Hypertriglyceridämie), Übergewicht, Thrombose oder Arteriosklerose der Blutgefäße. Dieses häufige Überangebot an Glukose im Blut nach Nahrungsaufnahme von Kohlenhydraten und Zucker charakterisiert die Insulinresistenz. Als Reaktion kommt es zu einer gesteigerten Insulinausschüttung (Hyperinsulinismus) mit Übergewicht. Dies führt zu einer Herabregulation der Insulinrezeptoren an den Zellen, die Resistenz nimmt weiter zu. Das Insulin als Fett aufbauender (adipogener) Faktor steigert die Fettspeicherung (Adipositas), um Glukose aus dem Blut zu bekommen, der Mensch nimmt weiter an Gewicht zu, weil die Nahrungsaufnahme von Zucker und Kohlenhydraten als Primärursache nicht vermindert wird.

### Weitere Ursachen
- Medikamente, z. B. kann Cortisol als einer der Gegenspieler des Insulins dessen Wirksamkeit abschwächen
- schwere Infektionskrankheiten u. a. über die Ausschüttung kontrainsulinärer Hormone
- Stoffwechselstörungen wie die Hypertriglyceridämie
- Krankheiten mit Überproduktion kontrainsulinärer Hormone, z. B. Akromegalie mit der vermehrten Ausschüttung von Somatotropin
- Beim Polyzystischen Ovarialsyndrom (PCOS) liegt eine Überproduktion kontrainsulinärer Hormone vor, es kommt zur Insulinresistenz mit nachfolgender Hyperinsulinämie, was neben anderen Hormonstörungen als ein wichtiger Faktor bei der Entstehung und Aufrechterhaltung des PCOS gilt.
- erhebliche andauernde Ernährungsfehler (Malnutrition)
- Lipodystrophie Typ Berardinelli, Rabson-Mendenhall-Syndrom, Leprechaunismus, Lawrence-Syndrom
- Es gibt seltene Insulinresistenz-Syndrome: Insulinresistenz-Syndrom Typ A[7] und Insulinresistenz-Syndrom Typ B.[8]

## Mechanismen der Insulinresistenz
Die Insulinresistenz wird gesteigert durch:
- abnorme Insulinrezeptoren (wie z. B. beim Donahue-Syndrom, einem seltenen, genetisch bedingten Kleinwuchssyndrom mit früher Sterblichkeit)
- Verminderung der Zahl der Rezeptoren, z. B. bei dauerhaft erhöhtem Insulinspiegel
- IgG-Antikörper, die die biologische Wirksamkeit des Insulins hemmen
- erhöhte enzymatische Insulinspaltung
- herabgesetzte Bindung des Insulins an seine Rezeptoren
- Insulinresistenz fördernde Proteine wie Tumornekrosefaktor alpha (TNF-alpha), Plasminogen-Aktivator-Inhibitor Typ I (PAI-1) und Resistin

## Diagnostik der Insulinresistenz
Bei Insulinresistenz kommt es zu einer (kompensatorisch) erhöhten Insulinsekretion. Ein erster Hinweis auf eine Insulinresistenz kann erhöhtes Körpergewicht sein, das durch erhöhte Insulinspiegel im Blut entsteht, weil Insulin das einzige Hormon ist, das Körperfett aufbaut (adipogene Wirkung des Insulins). Bei allen Typ-2-Diabetikern ist eine genetisch bedingte Neigung zur Insulinresistenz gegeben, kommt jedoch insbesondere bei krankhaftem Übergewicht zum Vorschein. Man nimmt heute an, dass vor allem das Fett im Bauchbereich vermehrt hormonell aktive Substanzen ausschüttet, die eine Insulinresistenz weiter fördern und verstärken.
Als Maß für das Bauchfett kann der Bauchumfang gemessen werden sowie der Body-Mass-Index (BMI), der ab Werten von 27 kg/m² zusammen mit familiärer Disposition ein Hinweis auf Insulinresistenz ist.
Weiterhin kann die Höhe der Triglyceride ein Hinweis auf eine Insulinresistenz sein. Bei Triglyzerid-Werten oberhalb von 2,44 mmol/l (beziehungsweise 215 mg/dl) kann eine Insulinresistenz vorliegen, vor allem, wenn gleichzeitig hohe Fetuin-A-Werte gemessen werden.

### Adiponektin
Das Fettgewebshormon Adiponektin wird vom Fettgewebe des insulinresistenten Menschen vermindert produziert. Verminderte  Adiponektinspiegel zeigen eine Insulinresistenz an.

### Proinsulin
Bei der Herstellung von Insulin in der Bauchspeicheldrüse wird zunächst ein Vorläufermolekül – das sogenannte Proinsulin – synthetisiert. Das eigentliche Hormon Insulin entsteht erst durch Abspaltung des sogenannten C-Peptids. Im Rahmen der Insulinresistenz wird immer mehr Insulin, also auch überproportional viel Proinsulin hergestellt. Letzteres wird nur unzureichend in Insulin aufgespalten und lässt sich als erhöhter Proinsulinspiegel (über 11 pmol/l) im Blut nachweisen.

### Weitere Insulinresistenz-Tests
- Zuckerbelastungstest  (oraler Glukosetoleranztest, kurz oGTT)
- Nüchtern-Insulinspiegel: bei Diabetikern mit Insulinresistenz ist zumindest in den ersten Jahren des Typ-2-Diabetes der Insulinspiegel erhöht, siehe Hyperinsulinismus.
- Glucose-„Clamp“-Technik: Bestimmung der Glucose-Infusionsrate, die für einen leicht erhöhten (z. B. 125 mg/dl beziehungsweise 6,9 mmol/l), jedoch konstanten Blutzucker-Wert erforderlich ist.[12]
- Bestimmung des HOMA-IR (Homeostasis Model Assessment) als Maß für die Insulinresistenz:[13][14] = Nüchtern-Insulin (mU/l) × Nüchtern-Blutzucker (mmol/l) / 22,5[Anmerkungen 1]
  - Werte < 2: normal
  - Werte > 2: Hinweis auf Insulinresistenz
  - Werte > 2,5: Insulinresistenz sehr wahrscheinlich
  - Werte > 5: Durchschnittswert bei Typ-2-Diabetikern[15]
  - Der HOMA-IR stellt bei normalem Proinsulinspiegel ein Maß für die Funktion der β-Zellen dar und gilt als zuverlässiger Nachweis der Insulinresistenz[1]:18–19, der allerdings möglicherweise von einem neueren nichtlinearen berechneten Biomarker (SPINA-GR, siehe unten) in der diagnostischen Trennschärfe und teilweise auch der Wiederholpräzision übertroffen wird[16].
- QUICKI (Quantitative Insulin Sensitivity Check Index), ein Maß für die Insulinempfindlichkeit[17]
- Rekonstruierte Insulinrezeptorverstärkung (SPINA-GR), eine nichtlineare Maßzahl für die Insulinsensitivität[16], die mit dem Ergebnis von Glucose-Clamp- und oGTT-Untersuchungen korreliert und in Studien Vorteile gegenüber HOMA-IR und QUICKI aufwies[18].
  - Werte 1,41–9,00 mol/s: normale Insulinsensitivität
  - Werte ≤ 1,40 mol/s: Insulinresistenz
  - Werte < 1,35 mol/s: Typische Werte für Diabetes mellitus Typ 2[18]
- Dispositionsmetriken

## Therapie
Die Insulinresistenz kann beim übergewichtigen Typ-2-Diabetiker kurzfristig durch eine deutliche Reduktion der Energiezufuhr (z. B. für wenige Tage weniger als 4.200 kJ (1.000 kcal) pro Tag) oder langfristig durch vermehrte körperliche Aktivität reduziert werden.
Auch eine kurzfristige Steigerung der Insulinzufuhr auf sehr hohe Dosen, z. B. auch intravenös über eine Medikamentenpumpe oder bei subcutaner Gabe (Spritzen ins Unterhautfettgewebe) von Normal- oder Analog-Insulin (siehe Insulinpräparate) in kurzen zeitlichen Abständen von wenigen Stunden „durchbricht“ nach einigen Tagen die Insulinresistenz. Nach Erreichen normaler Blutzuckerwerte ist zur weiteren Therapie dann eine deutlich geringere Insulindosis notwendig.
Der Einfluss von Ernährungsformen (z. B. Low-Fat, Low-Carb) auf den Ursprung und bei der Behandlung von Insulinresistenzen wird kontrovers diskutiert.
Wirksame und klinisch gebräuchliche Wirkstoffe zur Verringerung der Insulinresistenz sind:
- Acarbose
- Metformin
- Insulin-Sensitizer (Glitazone), beispielsweise Pioglitazon

## Geschichte
Das Konzept der Insulinresistenz als grundlegende Ursache von Diabetes mellitus Typ 2 wurde zuerst von Wilhelm Falta vorgeschlagen und in Wien 1931 veröffentlicht, die Idee wurde 1936 durch Harold Percival Himsworth vom Hospital der University College London bestätigt.